# Magasi
Magasi (1899-ig Horenicz, szlovákul Horenice) Lednicróna településrésze, korábban önálló falu Szlovákiában, a Trencséni kerületben, a Puhói járásban.

## Fekvése
Puhótól 6 km-re délnyugatra, a Vág jobb partján fekszik. Lednicróna északkeleti végét alkotja.

## Története
A 18. század végén Vályi András így ír róla: „HORENICZ. Tót falu Trentsén Várm. földes Ura H. Eszterházy Uraság, lakosai katolikusok, fekszik Pukovhoz fél mértföldnyire, Csaczának filiája, révje is van, és az Uraságnak gazdasági épűletei jelesítik, földgye termékeny, legelője, réttye, fája van.”
Fényes Elek 1851-ben kiadott geográfiai szótárában így ír a faluról: „Horenicz, tót falu, Trencsén vmegyében, a Vágh jobb partján, 168 kath. lak., s jó határral. F. u. gr. Erdődy. Ut. p. Trencsén.”
1910-ben 218, túlnyomórészt szlovák anyanyelvű lakosa volt. A trianoni békéig Trencsén vármegye Puhói járásához tartozott.
Előbb Kiserdővel egyesítették Horenická Horka néven, majd ezt az egyesített települést Lednicrónához csatolták.

## Külső hivatkozások
- Magasi a térképen

## Lásd még
- Lednicróna
- Kiserdő
- Medne
- Perecsényszabadi